# Autostrada A261 (Niemcy)
Autostrada A261 (niem. Bundesautobahn 261 (BAB 261) także Autobahn 261 (A261)) – autostrada w Niemczech przebiegająca od węzła Dreieck Hamburg-Südwest na autostradzie A7 na terenie Hamburga do węzła Buchholzer Dreieck na autostradzie A1 w Dolnej Saksonii. Jest to skrót pozwalający ominąć Maschener Kreuz dla jadących z północnego Szlezwiku-Holsztynu do zachodniej Dolnej Saksonii i Nadrenii Północnej-Westfalii.

A261 nazywana jest również Eckverbindung Harburg.